# Чапцев
Ча́пцев — хутор в Новоалександровском районе (городском округе) Ставропольского края России. 

## География
Расстояние до краевого центра: 75 км. Расстояние до районного центра: 10 км.

## История
До 1 мая 2017 года хутор входил в упразднённый Красночервонный сельсовет.

## Население
| 1989 | 2002 | 2010 | 2014 | 2023 |
| ---- | ---- | ---- | ---- | ---- |
| 298  | ↘274 | ↘243 | ↗300 | ↘212 |

По данным переписи 2002 года, 85 % населения — русские.

## Люди, связанные с хутором
- Вышневский Владимир Петрович (1940—2015) — тракторист колхоза имени Ворошилова, Герой Социалистического Труда. Почётный гражданин Новоалександровского района. Жил и умер в хуторе Чапцеве[8]

## Кладбище
- Кладбище хутора Чапцев (площадь 5900 м²). Находится в границах кадастрового квартала хутора Красночервонный[9].